# Coraceros Polo Club
Il Coraceros Polo Club, meglio noto semplicemente come Coraceros, è una società calcistica di Montevideo, in Uruguay.
Non disponendo di uno stadio di sua proprietà, gioca le proprie partite casalinghe all'Estadio Contador Damiani (di proprietà del Peñarol).